# Clina
Clina là một chi bướm đêm thuộc họ Noctuidae.